# HD 203803
HD 203803，又名BD+23 4300，SAO 89678、HR 8190，是一颗恒星，视星等为5.71，位于銀經73.9，銀緯-18.27，其B1900.0坐标为赤經21h 19m 28.4s，赤緯+23° -18.27′ 40″。